# ألكس فان وارميردام
ألكس فان وارميردام (بالهولندية: Alex van Warmerdam )‏ (و. 1952  م) هو شاعر، وكاتب، ومخرج مسرحي، ومخرج أفلام، ورسام، وكاتب سيناريو، وملحن، وممثل مسرحي، وممثل أفلام، وسينوغراف، ومؤلف هولندي، ولد في هارلم، بدأ مشواره المهني سنة 1970.

## التعليم
تعلم في Gerrit Rietveld Academie ‏.

## جوائز
حصل على جوائز منها:
- جائزة يوهانس فيرمير  [لغات أخرى]‏ (2010)
- Golden Calf for Best Script [الإنجليزية]‏ (2009)
- Golden Calf for Best Director [الإنجليزية]‏ (1992)
- European Film Award for European Discovery of the Year [الإنجليزية]‏، عن عمل: The Northerners [الإنجليزية]‏ (1992).

## وصلات خارجية
- ألكس فان وارميردام على موقع IMDb (الإنجليزية)
- ألكس فان وارميردام على موقع قاعدة بيانات الأفلام العربية
- ألكس فان وارميردام على موقع ألو سيني (الفرنسية)
- ألكس فان وارميردام على موقع ميوزك برينز (الإنجليزية)
- ألكس فان وارميردام على موقع أول موفي (الإنجليزية)
- ألكس فان وارميردام على موقع قاعدة بيانات الأفلام السويدية (السويدية)
- ألكس فان وارميردام على موقع ديسكوغز (الإنجليزية)
- ألكس فان وارميردام على موقع قاعدة بيانات الفيلم (الإنجليزية)
- ألكس فان وارميردام على موقع كينوبويسك (الروسية)